# The Flesh Eaters
The Flesh Eaters è un film fanta-horror del 1964 diretto da Jack Curtis ed è considerato una delle prime pellicole del sottogenere gore. Il film ha ispirato il nome dell'omonima band punk statunitense.